# Desmellopsis aframomicola
Desmellopsis aframomicola är en svampart som beskrevs av J.M. Yen 1969. Desmellopsis aframomicola ingår i släktet Desmellopsis, ordningen Pucciniales, klassen Pucciniomycetes, divisionen basidiesvampar och riket svampar.   Inga underarter finns listade i Catalogue of Life.